# Sibynomorphus lavillai
Sibynomorphus lavillai là một loài rắn trong họ Rắn nước. Loài này được Scrocchi, Porto & Rey miêu tả khoa học đầu tiên năm 1993.